# 김준환 (야구인)
김준환(金準桓, 1955년 5월 19일 ~ )은 전 KBO 리그 해태 타이거즈의 외야수이자, 전 쌍방울 레이더스의 감독대행이다. 우투우타이다. 초창기 해태 타이거즈의 스타 중 한 명으로 주로 3-5번 타자를 맡으며 제1기 KKK포를 김성한, 김봉연과 함께 이끌었다.
타율이 크게 높거나 홈런을 많이 치지는 못했지만, 결정적인 순간에 강한 유형의 타자였다. 해태의 통산 5차례의 우승에 기여하였으며, 1987년 한국시리즈 MVP에 올랐다. 1989년 은퇴 후 해태 타이거즈와 쌍방울 레이더스의 코치를 역임하였는데 김인식 쌍방울 초대 감독이 소위 '일본통'이었던 이용일 쌍방울 구단주 대행과 마찰을 빚어 1992년 시즌 후 물러난 뒤 단행된 코치진 개편에서 살아남은 쌍방울 원년멤버 코치 중 하나였으며 이의철 구단주가 본인(김준환)을 쌍방울 4대 감독 물망에 올렸지만 이용일 구단주 대행이 "나중에는 연고지 출신의 젊은 지도자를 맞아들여도 되지만 아직은 시기상조인 것 같습니다. 어느 정도 전통을 만든 다음에 그런 감독을 영입합시다"라고 주장하여 김성근 감독을 4대 감독으로 영입했다.
이후, 김성근  감독이 김기태 김현욱 등  주전들을 트레이드로 잃어버린 뒤 1999년 전반기 성적 17승 59패 5무승부를 기록하는 등 급속한 전력약화를 겪어 전반기 종료 후 해임되자 쌍방울 레이더스의 감독 대행을 맡고 감독으로 승격되었으나 쌍방울이 인수가 아닌 해체 후 재창단 형식을 취해 고용 승계가 되지 않아 수석코치가 되는 데 그쳐 프로 야구 팀 감독으로는 단 1경기도 지휘하지 못하고 시드니 올림픽 코치진으로 선임된 강병철 감독을 대신하여 2000년에 잠시 감독 대행을 맡은 게 전부였다.
결국 쌍방울 해체 후  2000년 1월 창단된  SK 와이번스의 창단 수석코치를 맡았으나 같은 해 말 단행된 '쌍방울 색 지우기' 프로젝트에 따라 해임되었으며 본인(김준환) 외에도 1999년 말 본인이 쌍방울 정식 감독으로 부임한 과정에서 쌍방울 코치로 부임했지만 팀이 2000년 1월 해체된 후 새로 창단된 SK 와이번스에서 코치를 역임한 함학수 김성현 박철우 이건열 코치와 쌍방울 시절부터 몸 담아 온 박상열  김만후 코치가 같은 시기 팀을 떠나야 했다. 2003년 말부터 원광대학교 야구부 감독을 맡았으며, 2017년 2월 28일 원광대학교 야구부 감독직에서 정년퇴임하였다.

## 학력
- 전주중앙초등학교
- 전주북중학교
- 군산상업고등학교
- 광주대학교

## 등번호
- 10 - 해태 타이거즈

## 통산 기록
| 연도 | 소속  | 경기 | 타수 | 득점 | 안타 | 2루타 | 3루타 | 홈런 | 타점 | 도루 | 희생타 | 4구 | 사구 | 삼진 | 병살타 | 실책 | 타율  | 장타율 | 출루율 |
| ---- | ----- | ---- | ---- | ---- | ---- | ----- | ----- | ---- | ---- | ---- | ------ | --- | ---- | ---- | ------ | ---- | ----- | ------ | ------ |
| 1982 | 해태  | 80   | 306  | 50   | 92   | 13    | 3     | 19   | 45   | 10   | 3      | 19  | 3    | 23   | 4      | 4    | 0.301 | 0.549  | 0.347  |
| 1983 | 해태  | 90   | 326  | 35   | 81   | 5     | 1     | 10   | 43   | 11   | 7      | 27  | 3    | 39   | 11     | 2    | 0.248 | 0.362  | 0.308  |
| 1984 | 해태  | 91   | 307  | 29   | 82   | 10    | 0     | 6    | 29   | 5    | 6      | 20  | 3    | 47   | 9      | 4    | 0.267 | 0.358  | 0.314  |
| 1985 | 해태  | 99   | 336  | 45   | 101  | 20    | 0     | 5    | 38   | 7    | 6      | 27  | 4    | 29   | 10     | 4    | 0.301 | 0.405  | 0.355  |
| 1986 | 해태  | 42   | 84   | 11   | 23   | 0     | 0     | 4    | 15   | 2    | 4      | 8   | 0    | 10   | 2      | 1    | 0.274 | 0.417  | 0.326  |
| 1987 | 해태  | 63   | 167  | 17   | 34   | 7     | 0     | 2    | 23   | 2    | 6      | 15  | 0    | 28   | 4      | 1    | 0.204 | 0.281  | 0.265  |
| 1988 | 해태  | 100  | 314  | 41   | 92   | 11    | 1     | 11   | 48   | 3    | 12     | 28  | 2    | 41   | 14     | 0    | 0.293 | 0.439  | 0.348  |
| 1989 | 해태  | 103  | 330  | 27   | 83   | 10    | 2     | 4    | 44   | 1    | 5      | 27  | 2    | 44   | 13     | 3    | 0.252 | 0.330  | 0.310  |
| 통산 | 8시즌 | 668  | 2170 | 255  | 588  | 76    | 7     | 61   | 285  | 41   | 49     | 171 | 17   | 261  | 67     | 19   | 0.271 | 0.397  | 0.329  |